# Писаревский, Николай Петрович (генерал)
Никола́й Петро́вич Писаре́вский (1841—1907) — русский военный инженер, инженер-генерал (1907).

## Биография
Родился 14 августа 1841 года в Петербурге.
В службу вступил в 1860 году после окончания Московского 1-го кадетского корпуса и был произведён в корнеты с направлением по военно-инженерному ведомству. 
В 1862 году был произведён в поручики, а в 1864 году в штабс-капитаны. С 1886 года после окончания Николаевской инженерной академии по I разряду был переведён в разряд военных инженеров и произведён в капитаны. В 1877 году участник Русско-турецкой войны, за отличие по службе был произведён в подполковники. С 1879 года в качестве штаб-офицера состоял при Главном инженерном управлении. В 1880 году за отличие по службе был произведён в полковники. 
В 1890 году за отличие по службе был произведён в генерал-майоры и назначен был состоять в числе трёх генералов положенных по штату в распоряжении Главного инженерного управления, одновременно был назначен членом общего присутствия Комиссии по устройству казарм при Военном совете Российской империи. 30 сентября 1899 года был назначен инспектором строительной части Военно-учебных заведений Российской империи под руководством Великого князя Константина Константиновича, вместе с которым инспектировал военно-учебные заведения. В 1904 году за отличие по службе был произведён в генерал-лейтенанты, в 1907 году произведён в инженер-генералы. 
Брат — вице-адмирал Сергей Петрович Писаревский (1848—1908).
Скончался 5 апреля 1907 года в Санкт-Петербурге.

## Награды
Был награждён всеми орденами Российской империи вплоть до ордена Святого Владимира 2-й степени пожалованного ему в 1901 году , монаршее благоволение пожалованного ему в 1890 году и сербский орден Святого Саввы 2-й степени